# Sofiaparken i Uman

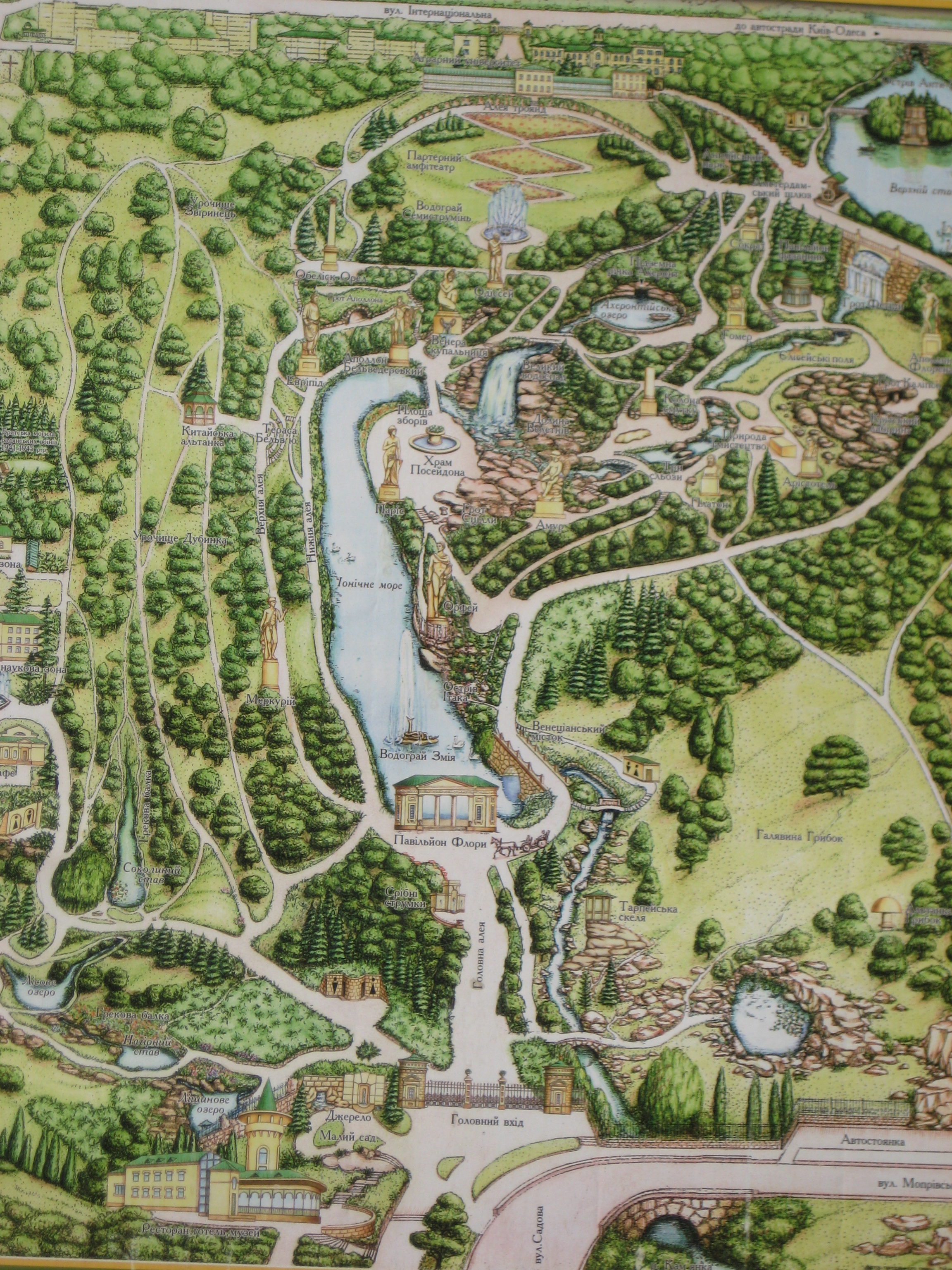
Karta över Sofiaparken

Sofiaparken i Uman (ukrainska: Софіївський парк) 
är en park i Tjerkasy oblast i Ukraina. Den omfattar 179 hektar och anlades 1796–1802 av greve Stanisław Szczęsny Potocki till hans grekiska hustru Zofia Potockas ära. Den polska adelsätten Potocki ägde från början av 1700-talet fram till 1834 stora lantegendomar i Uman och dess närhet.
Parken anlades av den polske arkitekten Ludwik Metzel runt floden Kamianka. Den är utformad som en engelsk park med konstgjorda grottor och dammar och vattenfall inspirerade av Homeros klassiska epos Iliaden och Odysséen.
Mer än 2 000 olika träd och buskar växer i parken, som drivs som ett arboretum av Ukrainas nationella vetenskapsakademi. Den  blev 2007 framröstad som ett av Ukrainas sju underverk.
Asteroiden 2259 Sofievka är uppkallad efter Sofiaparken.

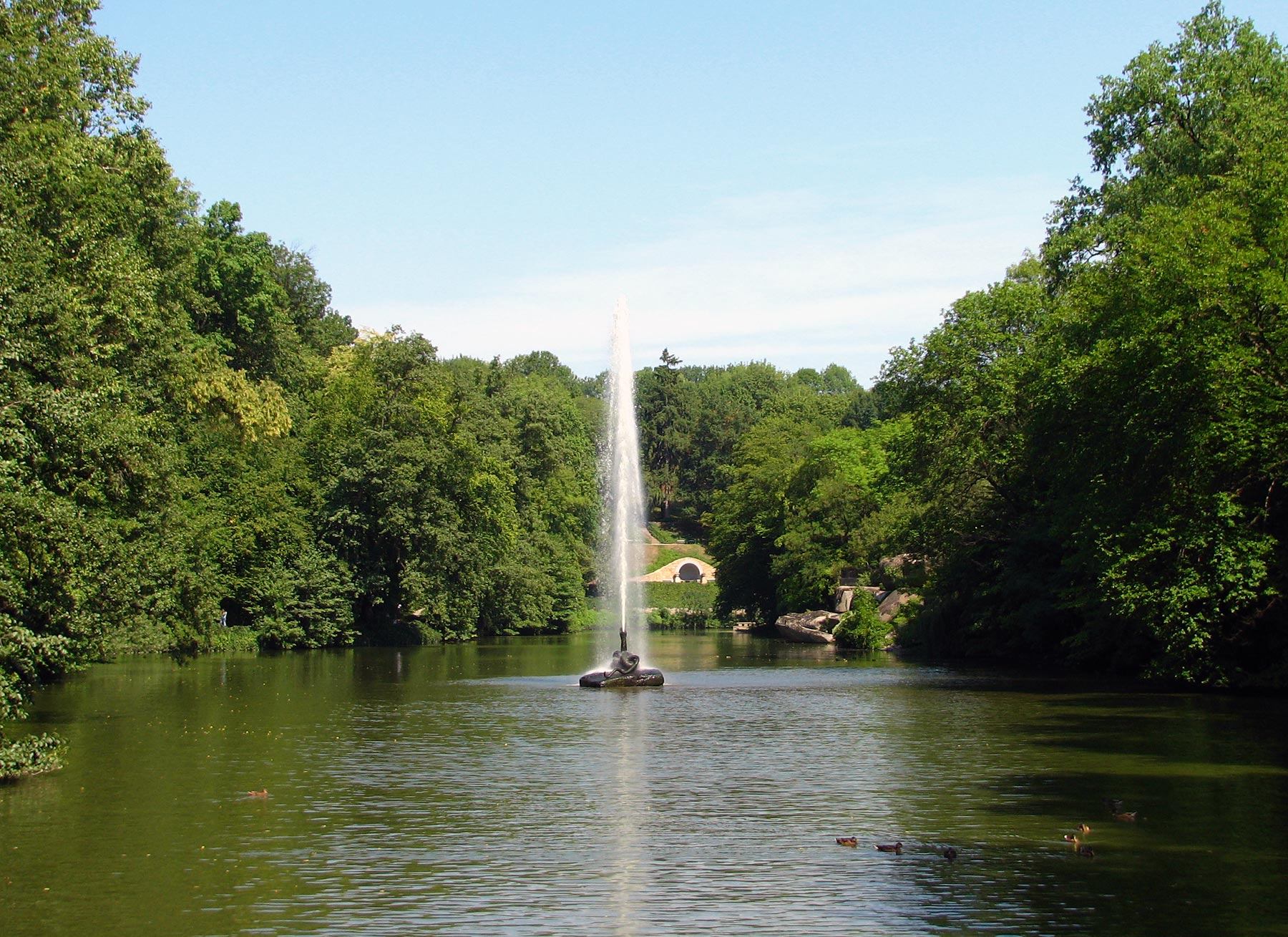
Sofiaparken i Uman.
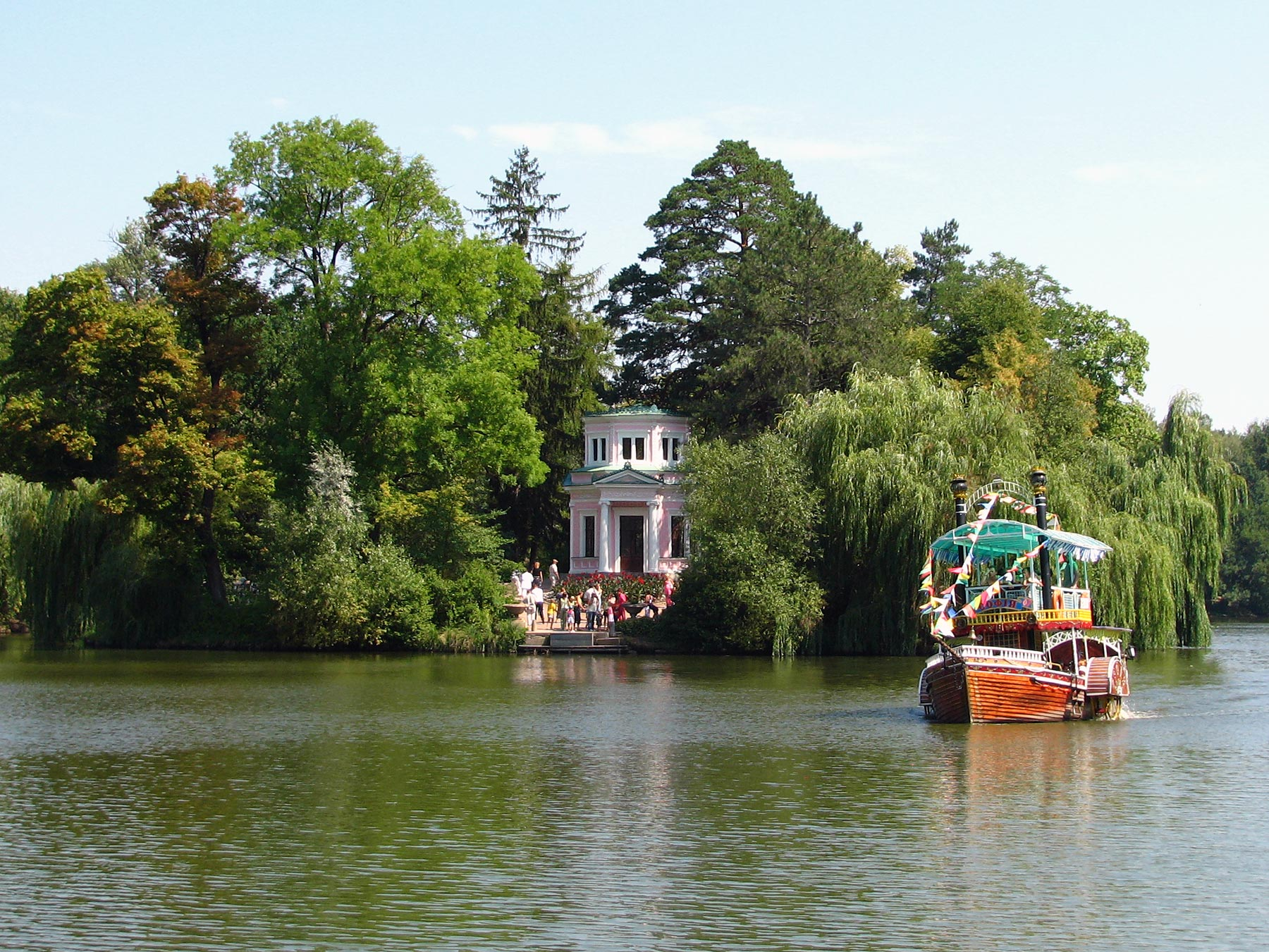
Sofiaparken i Uman.
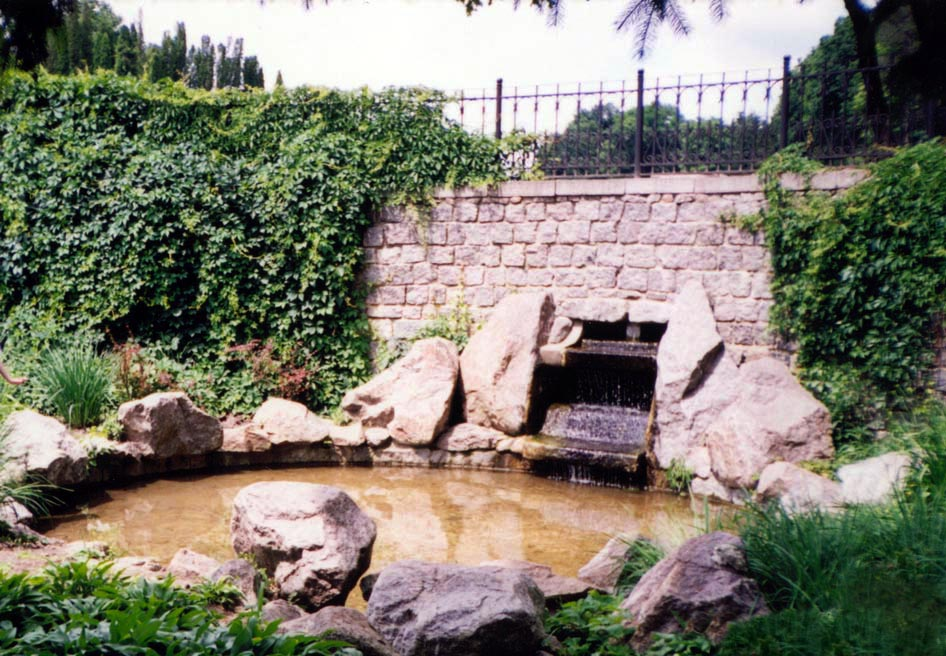